# Fosse no 1 des mines d'Ostricourt
La fosse no 1 dite Auguste Dupire de la Compagnie des mines d'Ostricourt est un ancien charbonnage du Bassin minier du Nord-Pas-de-Calais, situé à Oignies. La fosse est commencée le 25 juin 1856 ou en juillet 1856 et commence à produire en 1858. Mais les terrains sont irréguliers, et l'exploitation n'est pas rentable. Aussi, la fosse no 1 est abandonnée en novembre 1864 au profit de la fosse no 2 entrée en production en septembre 1863. La fosse est reprise en 1896 et ses galeries sont dénoyées. Elle peut à nouveau produire en novembre 1901. Elle est, comme les autres fosses de la compagnie, détruite lors de la Première Guerre mondiale. De vastes cités ainsi qu'une église sont bâties au nord de la fosse. Un terril conique est édifié au sud. La concentration de la fosse no 1 sur la fosse no 2 est décidée en 1938, mais à cause de la Seconde Guerre mondiale, la concentration n'est effective qu'en 1949.
La Compagnie des mines d'Ostricourt est nationalisée en 1946, et intègre le Groupe d'Oignies. la fosse no 1 est utilisée dans les années 1950 pour l'aérage des travaux de la concentration, et à partir de 1958, elle est utilisée pour la construction et l'aérage de la fosse no 10 du Groupe d'Oignies. La fosse ferme en 1969, et son puits est immédiatement remblayé. Le chevalement est détruit cinq ans plus tard. Le terril no 118, 1 d'Oignies, est entièrement exploité.
Au début du XXIe siècle, Charbonnages de France matérialise la tête de puits no 1. Les cités ont essentiellement été rénovées, bien que des habitions ont été détruites. Le site du terril est devenu un espace vert.

## La fosse

### Fonçage
Une première fosse est ouverte à Oignies, à partir du 25 juin 1856 ou en juillet 1856,, le long de la ligne de Paris-Nord à Lille en direction de la gare d'Ostricourt, à 60 mètres au sud du chemin de la Tournée, et à 1 200 mètres à l'est du clocher d'Oignies. Le puits est entrepris à l'altitude de 34 mètres, son diamètre utile est de quatre mètres. le puits traverse 22,54 mètres de terrains tertiaires, et a été poussée jusqu'à 61,87 mètres sans difficulté, avec épuisement par une machine d'extraction de vingt chevaux et à l'aide de tonneaux. L'eau devenant plus abondante, on installe sur la fosse une petite machine d'épuisement à traction directe de cinquante chevaux, et on traverse ainsi tout le niveau jusqu'à 87,26 mètres, profondeur à laquelle est établie la base du cuvelage. Celui-ci est établi en bois sur une hauteur de 88,51 mètres. À la fin de 1857, on atteint le terrain houiller à 156,35 mètres, puis on traverse plusieurs veinules de houille : vingt centimètres à 161,33 mètres, vingt centimètres à 185,50 mètres et trente centimètres à 193,64 mètres.

### Exploitation
L'extraction commence en 1858. Un premier accrochage est ouvert à 193,44 mètres, et une galerie dirigée au nord rencontre enfin une veine, dite Sainte-Marie, de 60 centimètres, à 132 mètres du puits et faiblement inclinée. L'exploitation de cette couche fournit en 1858-59, 21 407 hectolitres. On y exécute des explorations importantes sur 900 mètres en direction, et suivant l'inclinaison jusqu'au tourtia. Mais la veine est ondulée et souvent interrompue par des étranglements. Un deuxième accrochage est établi à 223,94 mètres,, ou à 228 mètres. On y atteint, par des bowettes au nord et au sud, deux autres veines où l'on effectue des travaux d'exploitation.
Mais l'exploitation de ces trois couches, peu inclinées, irrégulières, présentant une suite de renflements suivis d'amincissements, ou de parties stériles, ne fournit que de faibles quantités de houille, à savoir : 21 407 hectolitres soit 2 034 tonnes en 1858-59, 37 506 hectolitres soit 3 563 tonnes en 1859-60, 106 688 hectolitres soit 10 135 tonnes en 1860-61, 211 918 hectolitres soit 20 132 tonnes en 1861-62, 281 736 hectolitres soit 26 765 tonnes en 1862-63, 177 322 hectolitres soit 16 846 tonnes en 1863-64, 30 334 hectolitres soit 2 882 tonnes en 1864-65, soit un ensemble de 866 911 hectolitres ou 82 357 tonnes.
En juillet 1864, la fosse no 1 est en approfondissement. À 265,34 mètres, on traversé un grès fissuré donnant de l'eau sulfureuse, qui brûlé les pieds des ouvriers mineurs assez fortement pour les obliger successivement à suspendre leur travail pendant deux jours de temps en temps. L'inclinaison du terrain n'est que de 7 à 8°. L'irrégularité des terrains, la nature maigre de la houille, les conditions mauvaises de l'exploitation et les pertes qu'elle donne, décident l'administration de la compagnie à suspendre tout travail à cette fosse, sur la fin de 1864, et à reporter tous ses efforts sur l'exploitation de la fosse no 2, sise à 1 340 mètres au nord-ouest. L'extraction est stoppée en novembre 1864, la fosse no 2 est quant à elle productive depuis septembre 1863. De 222 à 307,60 mètres, profondeur atteinte par le puits, seuls des terrains brouillés et stériles ont été recoupés. La fosse n'a produit que 866 911 hectolitres.

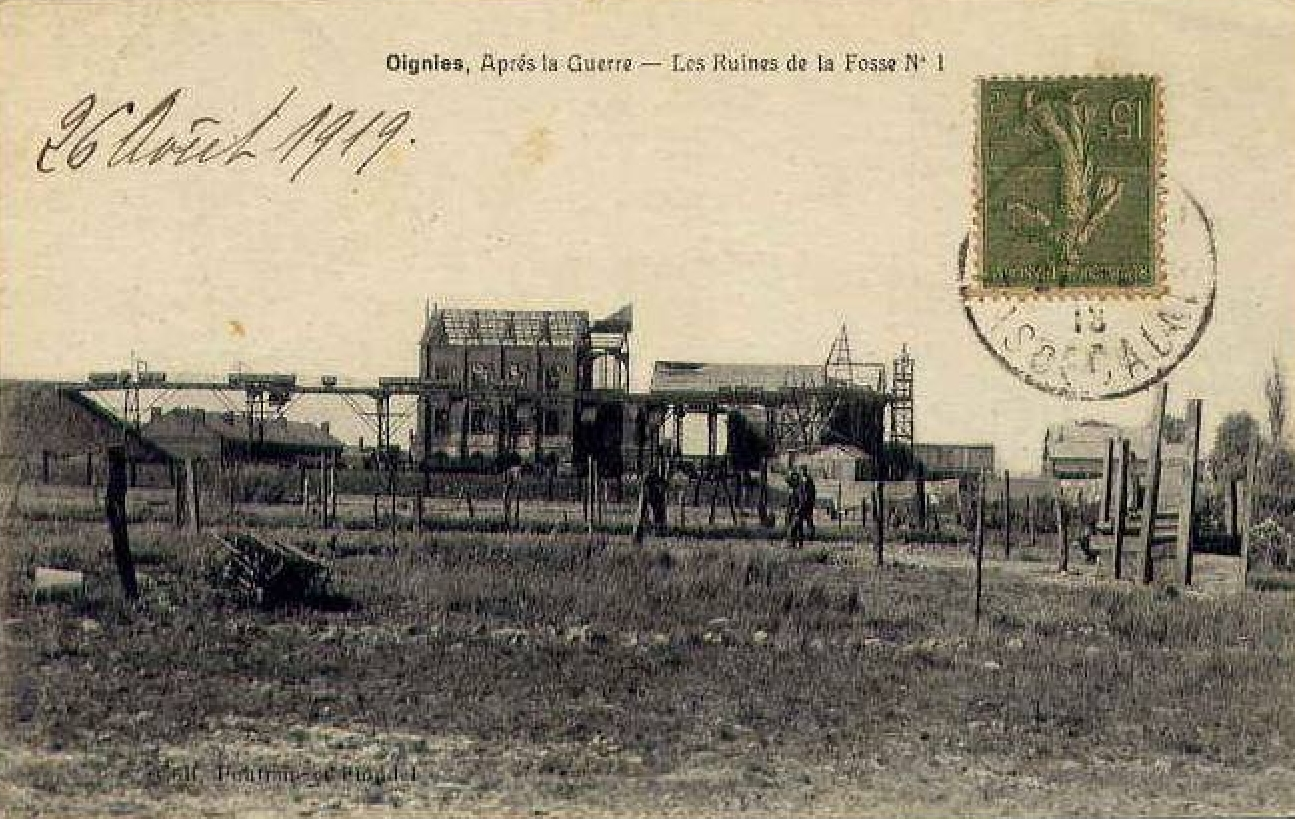
La fosse après la Première Guerre mondiale.

### Reprise de la fosse
La fosse est reprise en 1896, mais elle doit auparavant être dénoyée. L'extraction reprend en novembre 1901, trente-sept ans après l'arrêt de l'extraction.
En 1938, il est décidé que la fosse no 1 serait concentrée sur d'autres fosses de la compagnie, mais cette concentration n'est effective qu'en 1949, après la Nationalisation. La Compagnie des mines d'Ostricourt est nationalisée en 1946, et intègre le Groupe d'Oignies. Le 28 mars 1946, un coup de grisou se produit. L'explosion entraîne l'éboulement de la taille et ensevelit treize mineurs. En 1958, les molettes du chevalement sont encore en service pour effectuer les travaux et l'aérage de la future fosse no 10 du Groupe d'Oignies. En 1969, le puits n'a plus d'utilité, la fosse ferme. Les 533 mètres de profondeur du puits sont remblayés en 1969, le chevalement est abattu en 1974.

### Reconversion
Au début du XXIe siècle, Charbonnages de France matérialise la tête de puits. Le BRGM y effectue des inspections chaque année. Il ne reste qu'un bâtiment à l'entrée du carreau de fosse.

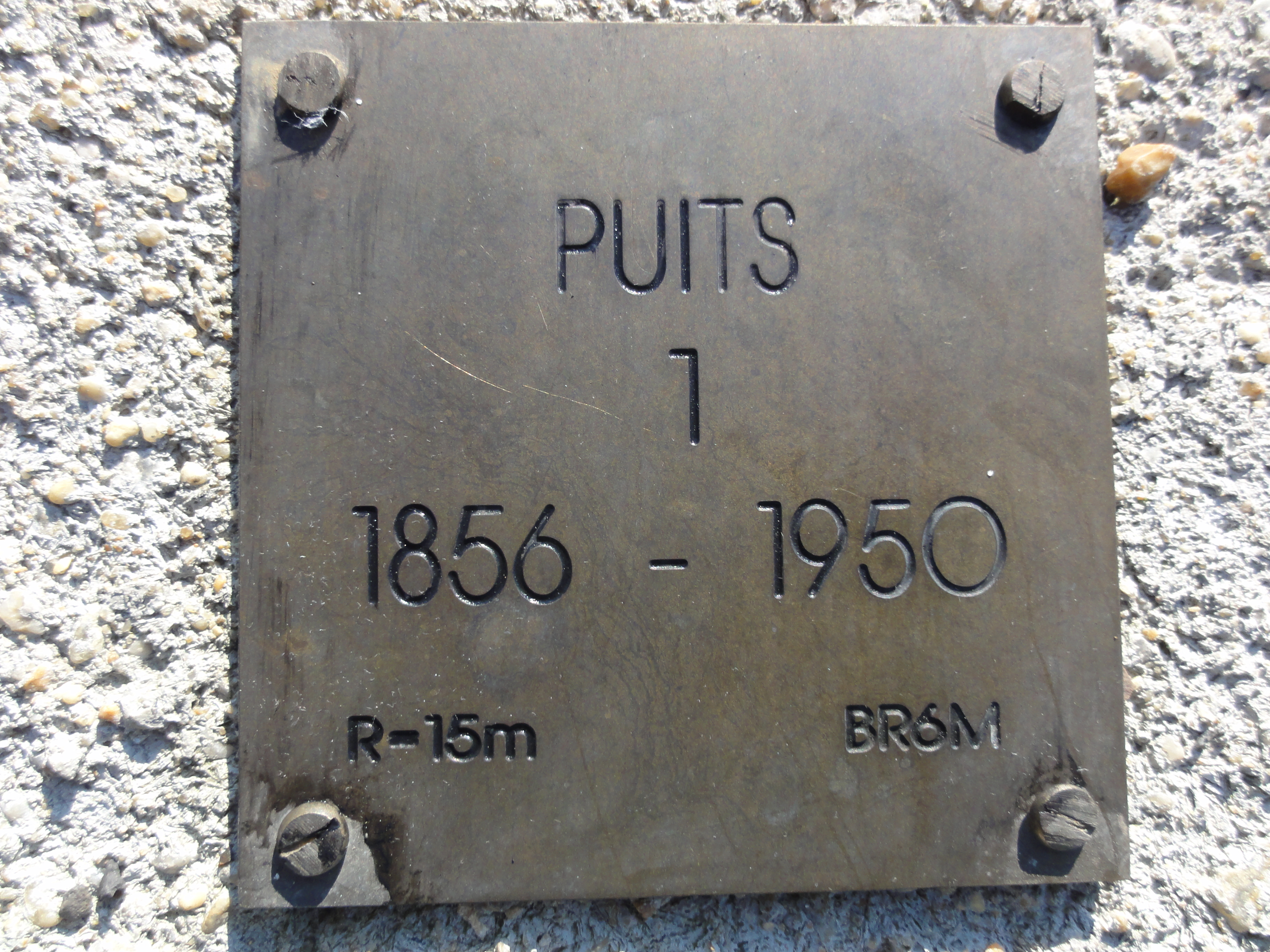
Le puits no 1, 1856 - 1950[note 2].
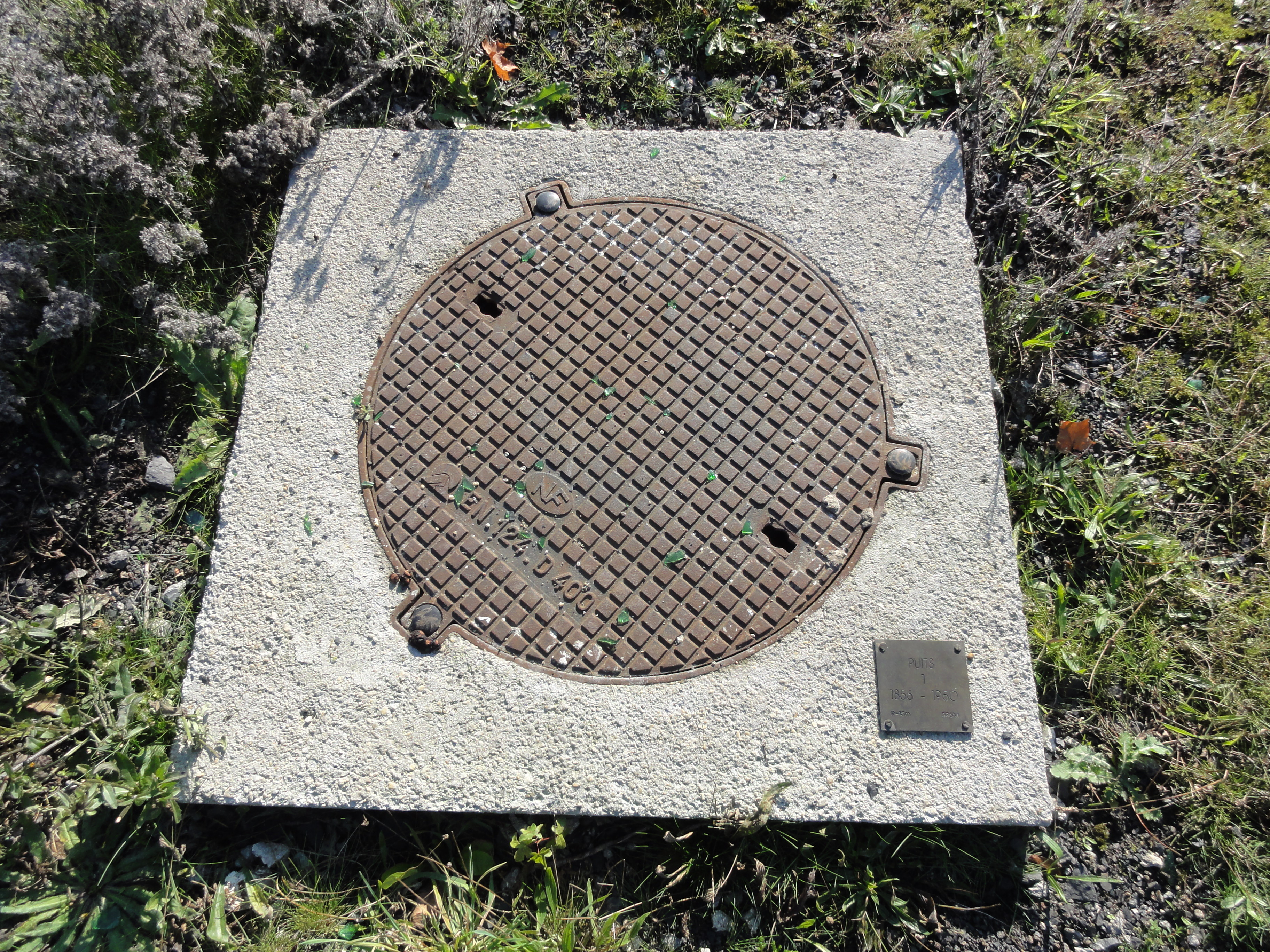
La tête de puits matérialisée no 1.
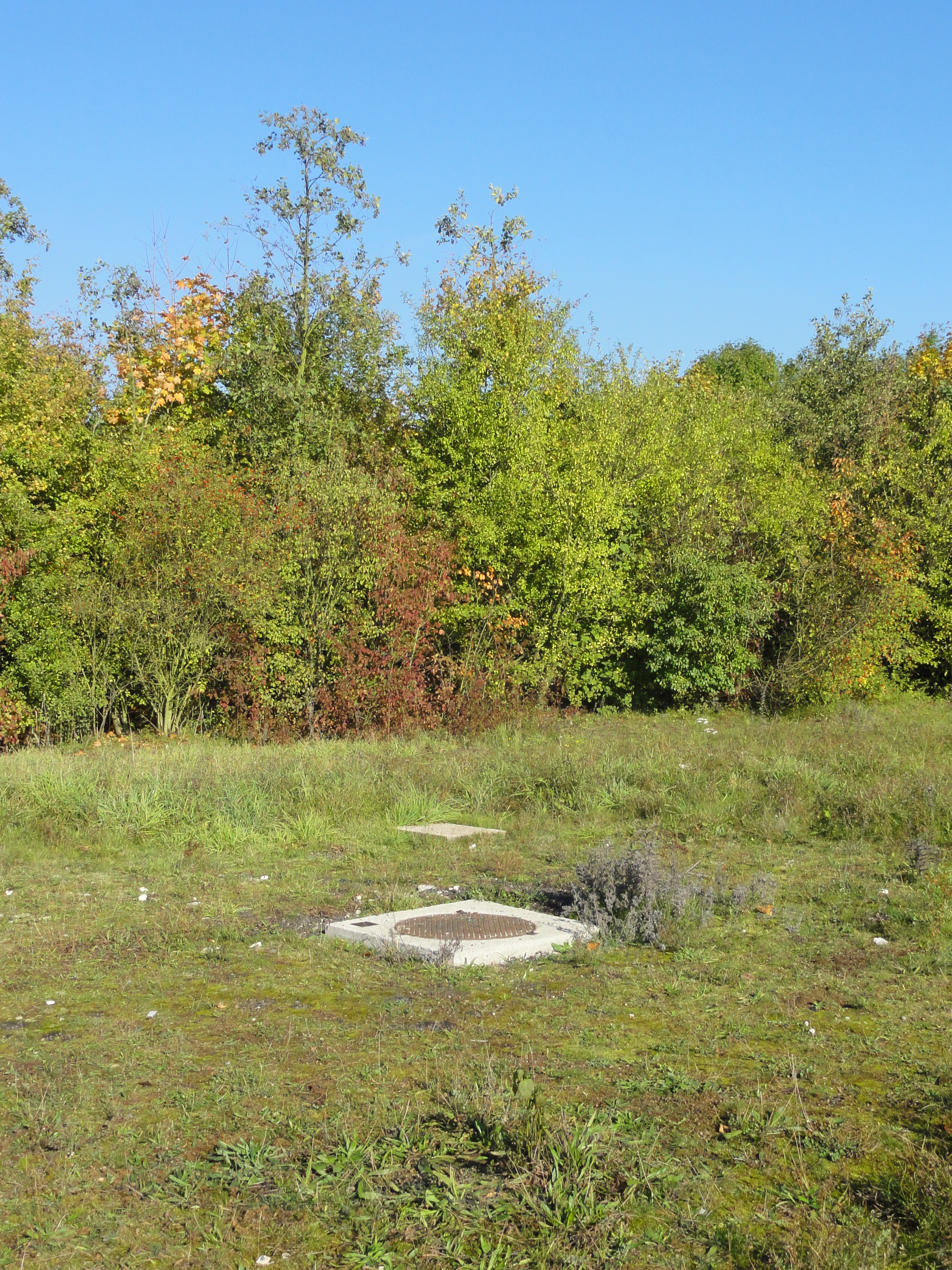
Le puits dans son environnement.
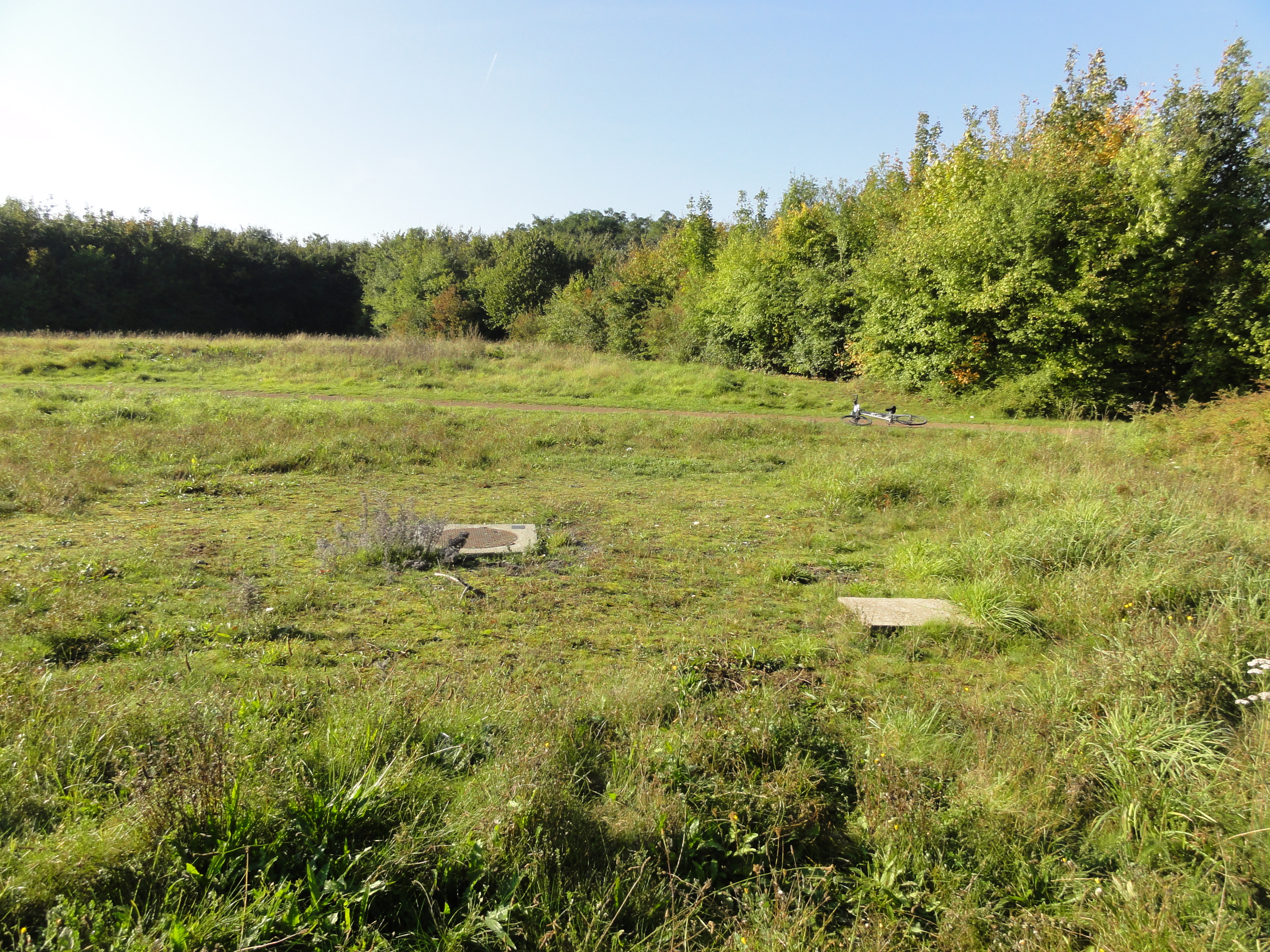
Le puits dans son environnement.
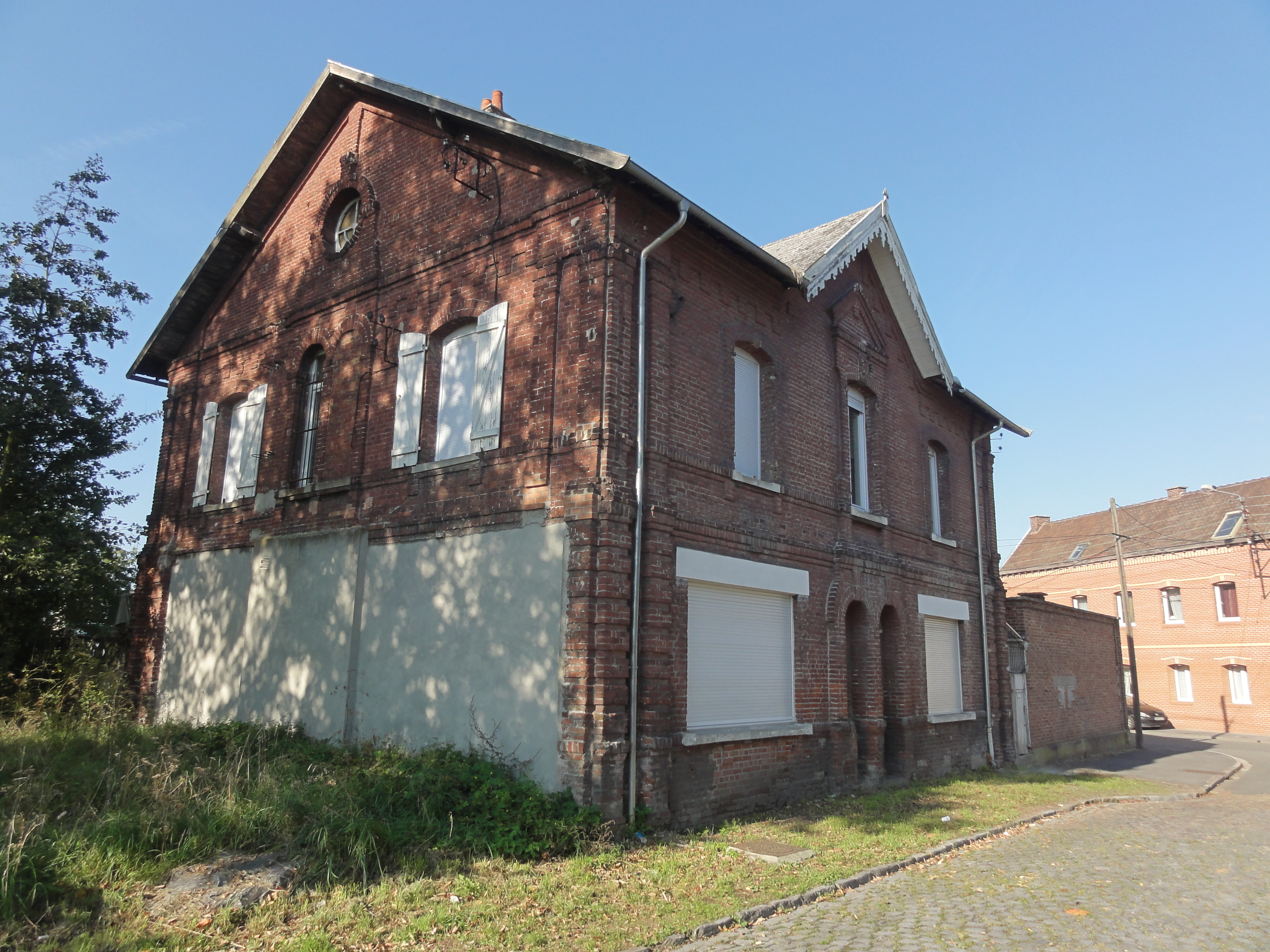
Un bâtiment subsistant.

## Le terril
50° 27′ 44″ N, 3° 00′ 44″ E

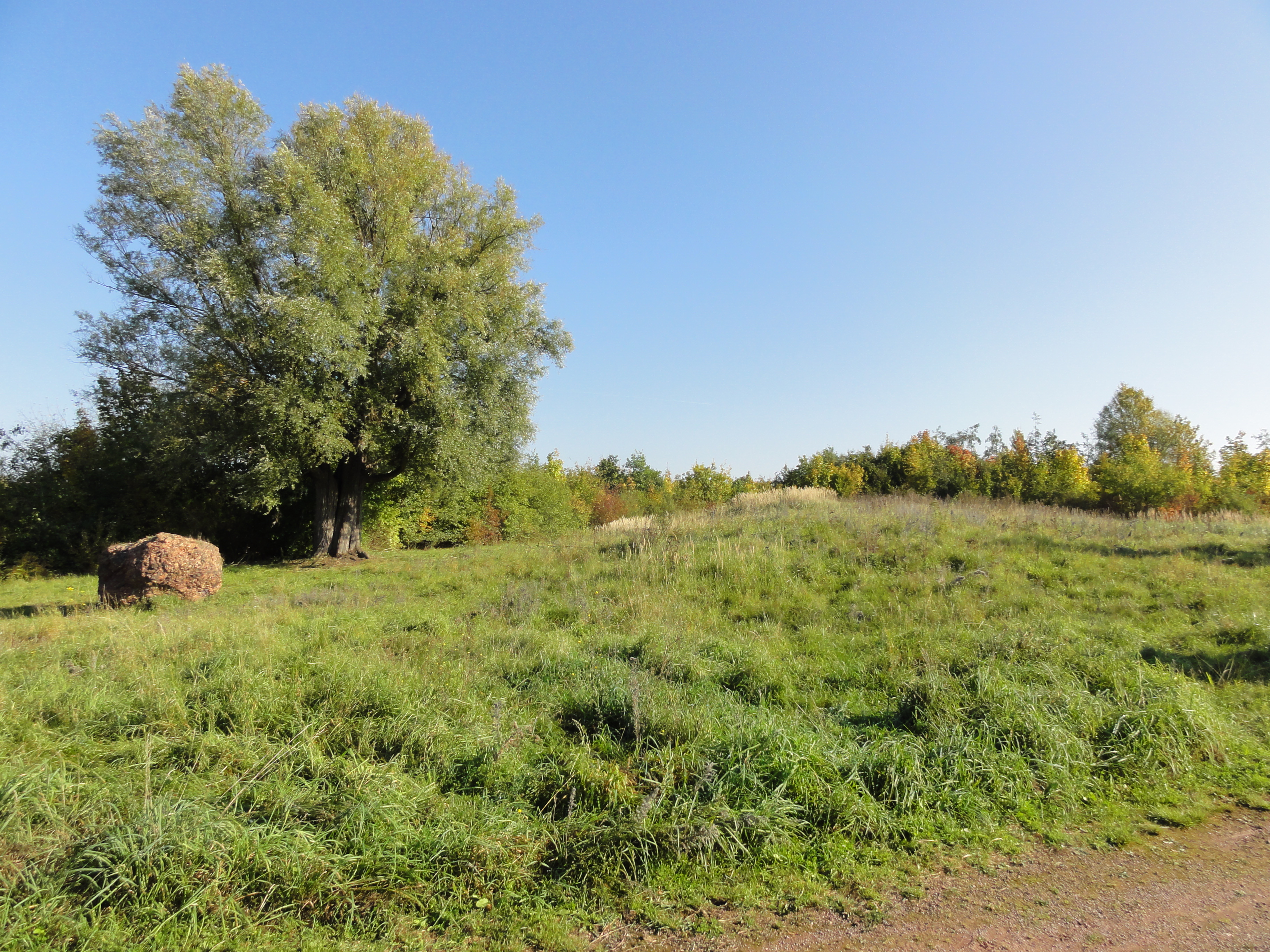
Le terril no 118.

Le terril no 118, 1 d'Oignies, situé à Oignies, est le terril conique de la fosse no 1 des mines d'Ostricourt. Il a été exploité, et il ne reste plus que la base,.

## Les cités
Des cités ont été bâties à proximité de la fosse.

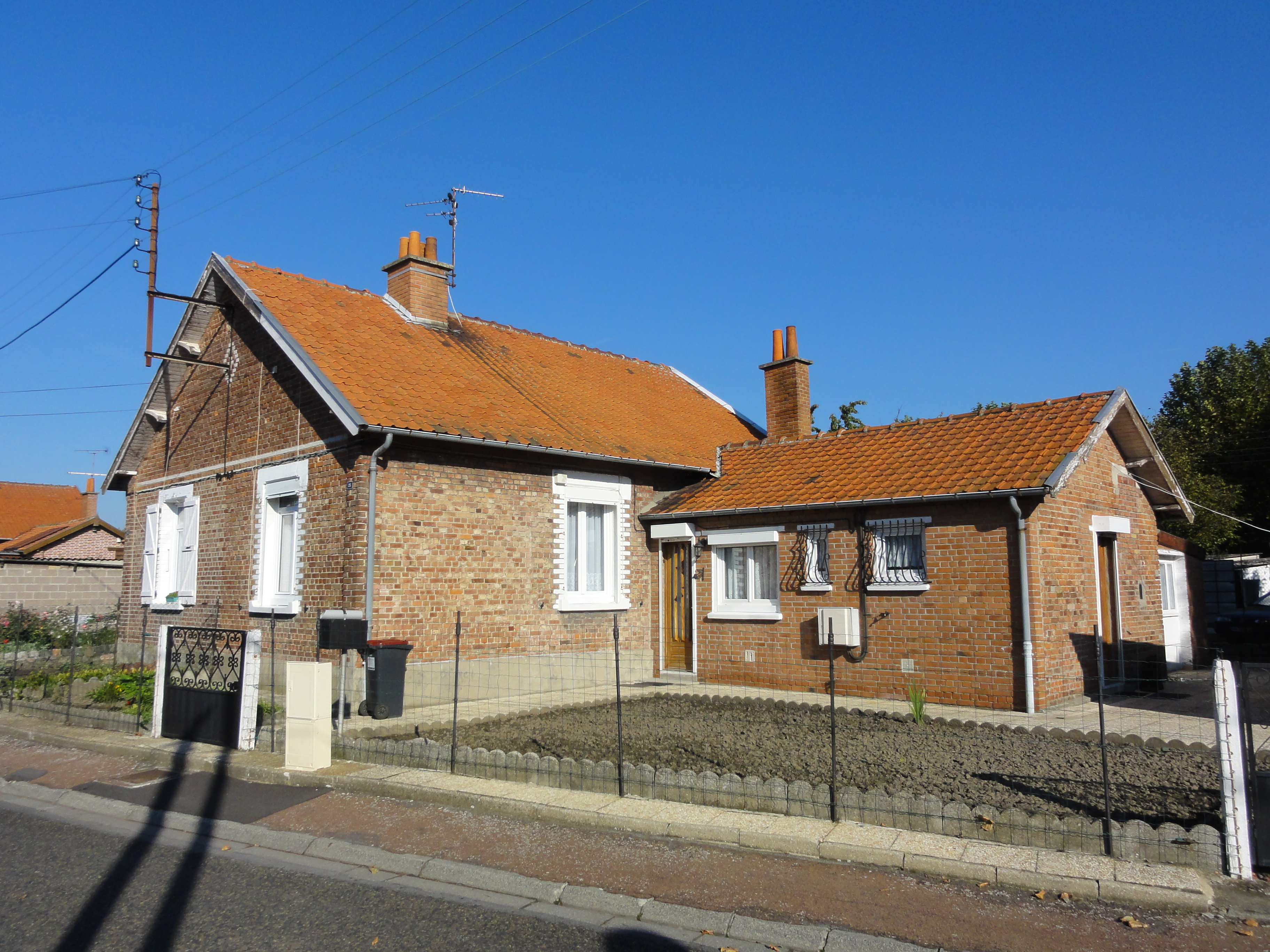
Des habitations groupées par deux.
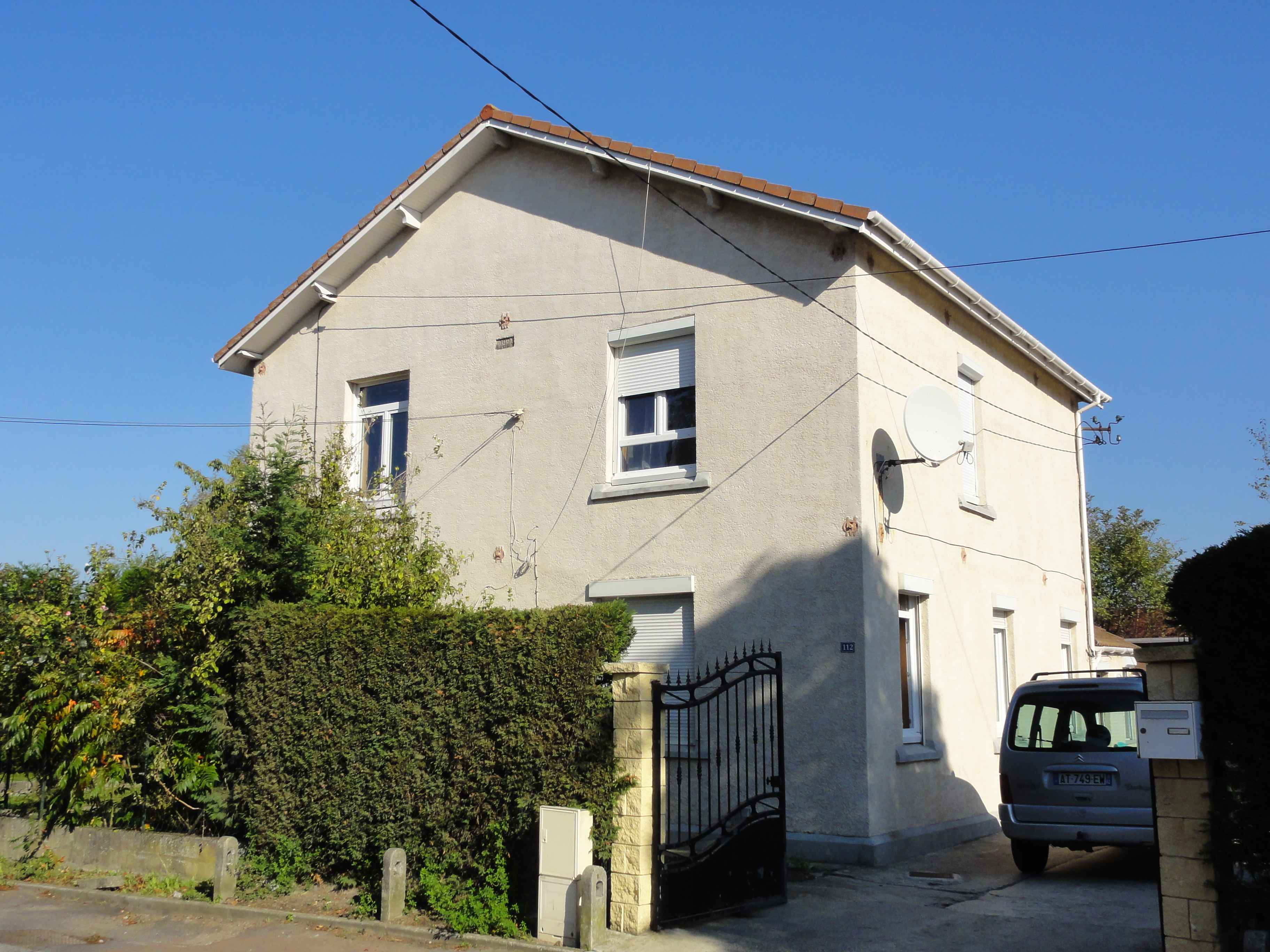
Des habitations construites en 1927.
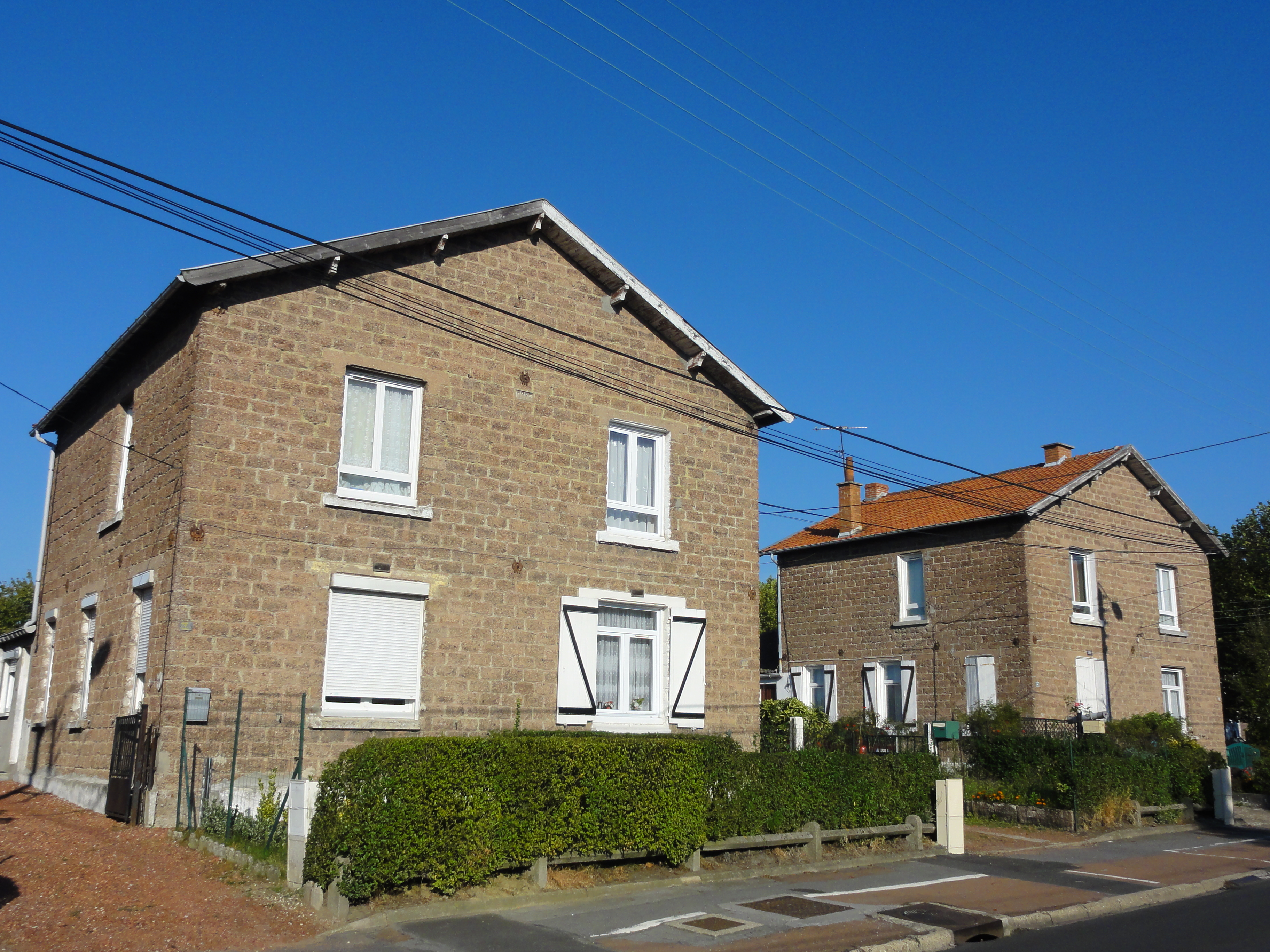
Des habitations construites en parpaings en 1925.
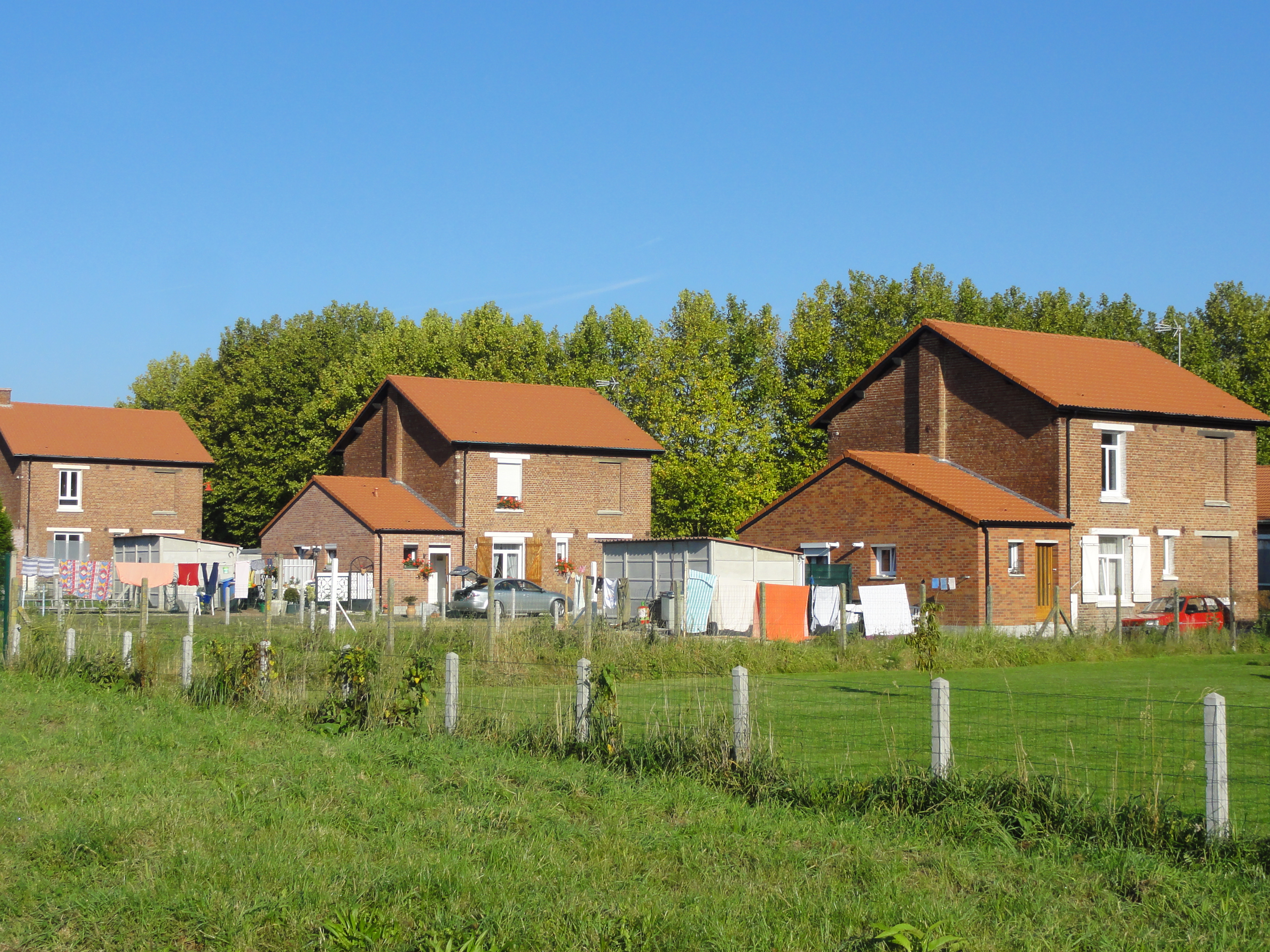
Un alignement d'habitations rénovées.
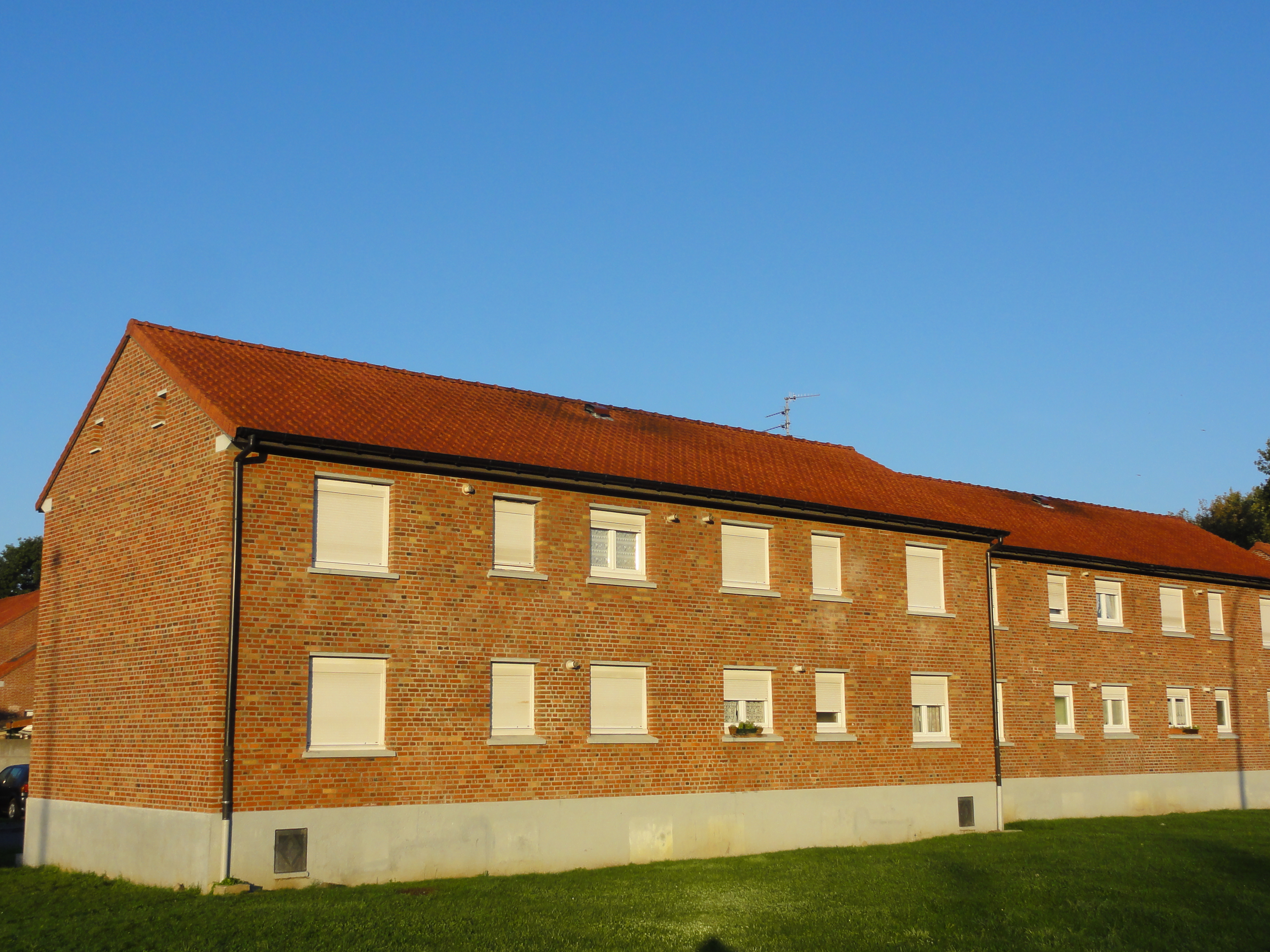
Un coron post-Nationalisation.
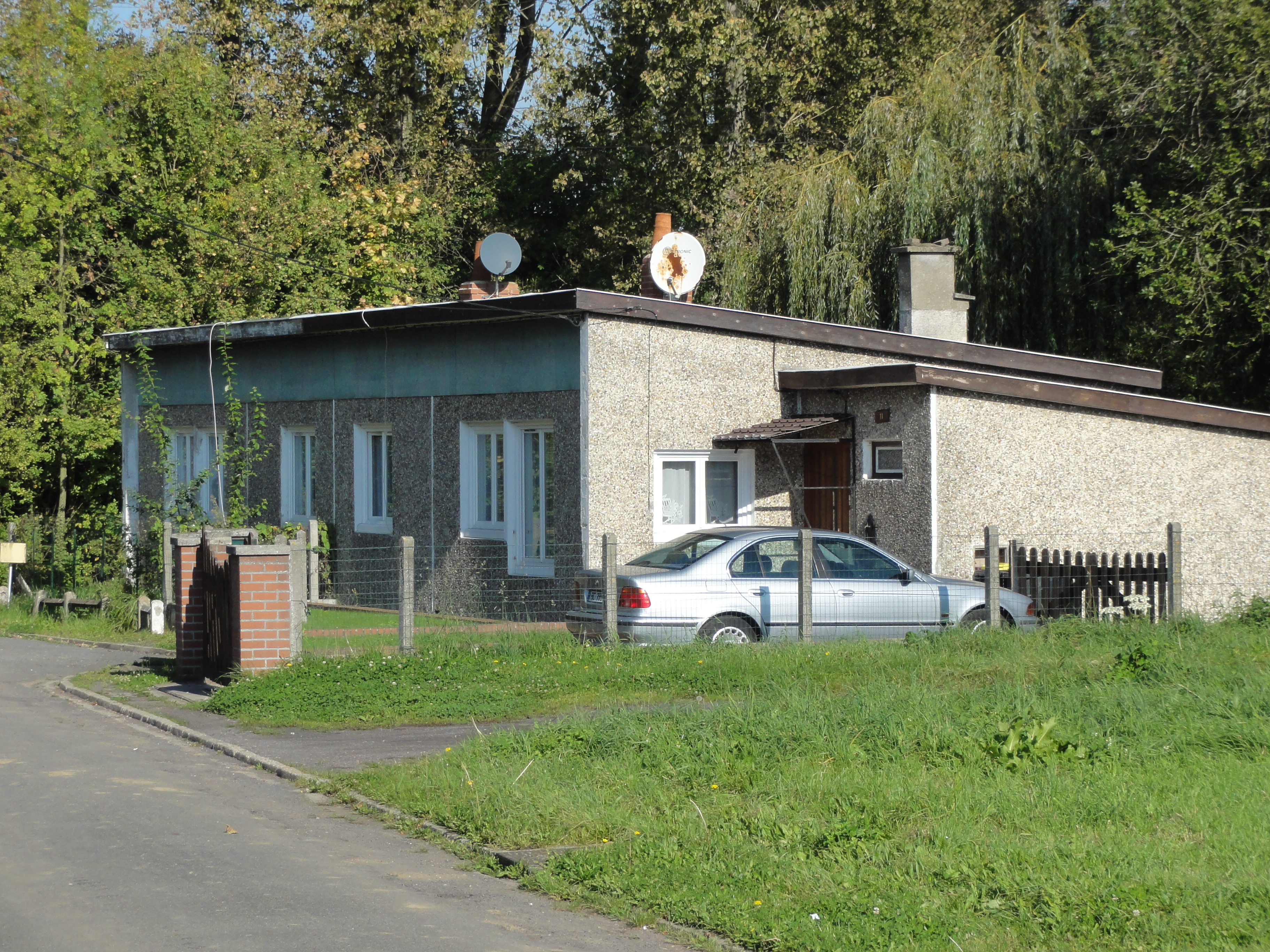
Un Camus bas.

### L'église Saint-Joseph
50° 28′ 07″ N, 3° 00′ 54″ E

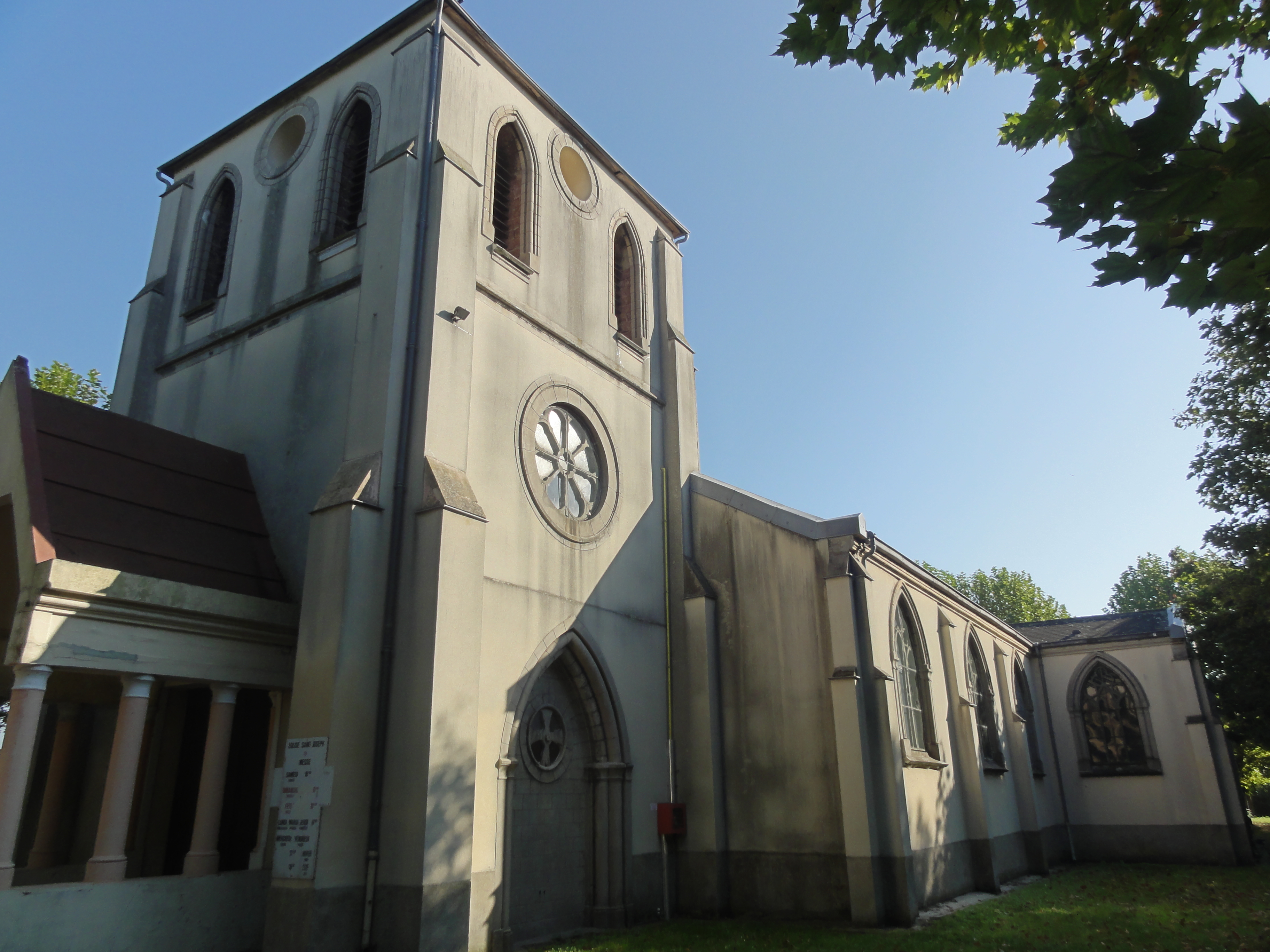
L'église Saint-Joseph.

L'église a été construite en 1925 pour les mineurs polonais de la fosse no 1.